# Tim Farron
Timothy James Farron, más conocido como Tim Farron, (Preston, 27 de mayo de 1970) es un político británico, líder de los Liberal Demócratas entre julio de 2015 y julio de 2017. Es miembro del parlamento por Westmorland y Lonsdale desde 2005. Entre 2011 y 2014, fue presidente de los Liberal Demócratas.

## Biografía
Completó sus estudios en la Universidad de Newcastle upon Tyne, donde obtuvo un Bachelor of Arts en Ciencias políticas en 1992.

## Actividad política

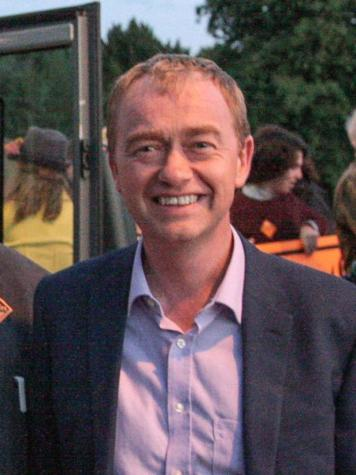
Tim Farron en una convención Liberal Demócrata

Es miembro de la Cámara de los Comunes  desde 2005. En julio de 2015 sucedió a Nick Clegg en la dirección del partido como consecuencia de los malos resultados de las elecciones generales de 2015. Se le considera parte del ala izquierda del partido, pero en una entrevista en septiembre de 2016 declaró que el centro izquierda sea el lugar que ocupe el partido bajo su liderazgo.
Favorable al reconocimiento del matrimonio entre personas del mismo sexo en el Reino Unido, también condujo la campaña de su partido en favor de la permanencia del Reino Unido en la Unión Europea en el referéndum de 2016.